# Gustav von Hayek
Gustav Edler von Hayek (* 21. März 1836 in Brünn, Mähren; † 11. Jänner 1911 in Wien) war ein Lehrer an höheren Schulen und Pionier der Ornithologie in Österreich. Er ist der Vater von August von Hayek.

## Herkunft
Gustav von Hayeks Eltern waren Heinrich Edler von Hayek (* 13. Januar 1799; † 29. August 1878) und dessen Ehefrau Franziska Zwierzinn (* 17. März 1814; † 27. Februar 1889). Gustav von Hayeks Großvater, Josef Hayek (1750–1830), war am 11. August 1789 durch Kaiser Joseph II. in seiner Eigenschaft als König von Böhmen als Edler von Hayek in den erblichen böhmischen Adelsstand erhoben worden.

## Leben
Gustav von Hayek diente von 1854 bis 1863 bei der Kriegsmarine, mit der er eine Weltreise unternahm. Anschließend studierte er Naturwissenschaften an der Universität Wien, wurde Assistent von Andreas Kornhuber und promovierte 1869. Von 1869 bis 1900 war er als Gymnasialprofessor für Naturgeschichte und Chemie beschäftigt. Hayek war Leiter der ornithologischen Vereinigung und Generalsekretär des „Comité international permanent ornithologique“.
Unter anderem war er der Bearbeiter des „Illustrierten Leitfadens der Naturgeschichte des Thierreiches“, eines Lehrbuches für die mittleren Schulen sowie des Handbuches der Zoologie in vier Bänden (1877 bis 1893) und des Großen Handatlas der Naturgeschichte aller 3 Reiche (1882).

## Familie
Er heiratete am 30. März 1871 Sidonie Maria Anna Mayerhofer von Eisfelden (* 18. Januar 1845). Das Paar hatte zwei Söhne:
- August Gustav Joseph (* 14. Dezember 1871; † 11. Juni 1928) Dr. med. ⚭ Felicitas Johanna Valerie von Jurascheck (* 13. März 1875)
- Paul Gustav Heinrich (* 13. Dezember 1875)

## Werke
- Hand-Atlas sämmtlicher medicinisch-pharmaceutischen Gewächse oder naturgetreue Abbildungen nebst Beschreibungen in botanischer, pharmacognostischer und pharmacologischer Hinsicht zu sämmtlichen neuen Hand- und Lehrbüchern der Pharmacognosie und Arzneimittellehre, mit Berücksichtigung der neuesten deutschen, österreichischen, russischen und Schweizer Pharmacopoeen : zum Gebrauche für Apotheker, Aerzte und Droguisten, Jena, 1884 Digitalisat der Universitäts- und Landesbibliothek Düsseldorf